# Unió Cívica (Letònia)
Unió Cívica (letó: Savienība Pilsoniskā, PS) va ser un partit polític de Letònia. Va ser fundat el 2008 per un grup de polítics que provenien majoritàriament de Per la Pàtria i la Llibertat/LNNK i Nova Era. Definia la seva posició com de dreta o centredreta.
El partit va formar part de la coalició de govern que dirigia el Primer Ministre de Letònia Valdis Dombrovskis. Unió Cívica controlava el Ministeri de Defensa de Letònia amb el ministre Imants Viesturs Lieģis. La líder del partit era Sandra Kalniete, excomissària europea.
A les eleccions al Parlament Europeu de 2009 Unió Cívica va guanyar més del 24% dels vots a Letònia i va obtenir dos diputats del Parlament Europeu. Per a les eleccions de 2010 PS va formar juntament amb dos altres partits letons, la coalició electoral Unitat, la qual va aconseguir 33 escons (15 del PS).
El 6 d'agost de 2011, Unió Cívica es va fusionar amb les altres dues formacions integrants de la coalició per a formar el partit polític Unitat.